# Championnat d'Europe de course à l'élimination féminin (moins de 23 ans)
Le Championnat d'Europe de course à l'élimination féminin moins de 23 ans est le championnat d'Europe de course à l'élimination organisé annuellement par l'Union européenne de cyclisme pour les cyclistes âgées de moins de 23 ans. Le championnat, organisé depuis 2017, a lieu dans le cadre des championnats d'Europe de cyclisme sur piste juniors et espoirs.

## Palmarès
| Année | Or                  | Argent            | Bronze             |
| ----- | ------------------- | ----------------- | ------------------ |
| 2017  | Emily Nelson        | Olivija Baleišytė | Ziortza Isasi      |
| 2018  | Letizia Paternoster | Clara Copponi     | Mylene de Zoete    |
| 2019  | Letizia Paternoster | Maria Martins     | Shari Bossuyt      |
| 2020  | Chiara Consonni     | Maria Martins     | Mylene de Zoete    |
| 2021  | Chiara Consonni     | Maria Martins     | Maike van der Duin |
| 2022  | Shari Bossuyt       | Sophie Lewis      | Kristina Nenadovic |
| 2023  | Maike van der Duin  | Katrijn De Clercq | Nora Tveit         |
| 2024  | Sophie Lewis        | Eva Anguela       | Gabriela Bártová   |
| 2025  | Valeria Valgonen    | Isabella Escalera | Anita Baima        |